# Sagan om de sista örnarna
Sagan om de sista örnarna är en svensk dokumentärfilm från 1923 i regi av Bengt Berg.
Filmen är tillägnad konstnären Bruno Liljefors och skildrar ett par havsörnar och deras bo. Den är inspelad i Södermanlands och Östergötlands skärgårdar och premiärvisades på Röda Kvarn i Stockholm och Röda Kvarn i Gävle.
Filmen hyllades av en enig kritikerkår.